# Selbach mac Ferchair
Selbach de Dál Riata ou Selbach mac Ferchair, roi du Cenél Loáirn et roi du Dál Riata de 700 à 723.

## Biographie

### Prise du pouvoir
Fils cadet de Ferchar Fota et frère  du roi Ainbcellach mac Ferchair,  Selbach, prend le pouvoir au Cenél Loáirn, en 700 deux ans après la destitution de son frère, après le meurtre de Fiannamail ua Dúnchada dont il est sans doute l'instigateur  

### Règne
Dès le début de son règne Selbach reprend l’activité guerrière de son père en détruisant la tribu du Cenél Cathboth, une branche rivale du Cenél Loáirn , durant cette guerre « Dun Ollaigh » c'est-à-dire le château de Dunollie est cette fois complètement détruit par les troupes de Selbach en 701. La citadelle ne sera reconstruite sur son ordre que plus tard en 714 , .
Après avoir enregistré en 704 une défaite initiale contre les Bretons du royaume de Strathclyde à  Glenn Lemane (Glen Leven) aux environs d'Inverarnan au nord du Loch Lomond, les troupes de Selbach écrasent ces mêmes adversaires à Lorg Ecclet (Loch Arkklet) dans l’actuel comté de Stirling délivrant ainsi les Scots de leur sujétion. L'année suivante il fait le siège d' « Aberte » c'est-à-dire le château de Dunaverty pendant que « Tairpert Boiter  » c'est-à-dire le château de Tarbert autre place forte du Cenél nGabrain au Kintyre est brulé  ,.
En effet dès 704 il avait dû combattre les prétentions des représentants du Cenél Gabrain  retranchés dans la partie sud du Kintyre. C'est dans ces combats qu'est tué  Becc Ua Dúnchada  (« Becc nepos Duncadho ») en 707. En 717 ce sont de nouveau les Bretons du Strathclyde qui sont battus à l’endroit appelé le rocher de Minuircc (Glen Falloch) en  Perthshire.
Le 14 septembre 719, Ainbcellach mac Ferchair son frère évincé depuis une vingtaine d'années, fait une tentative pour ressaisir son trône mais il est écrasé et tué au combat de Finglen près de Lochavich en Argyll. La même année le vendredi 6 octobre Selbach subit un cuisant échec à la bataille navale d’Arda Nesbi contre Dúnchad Becc un fils (?) de Fiannamail ua Dúnchada. Il est précisé que de nombreux nobles sont tués dans ce combat , 
La mort de Dúnchad Becc dès 721  permet à Selbach de conserver le royaume sans opposition jusqu'à son abdication.

### Abdication et retour
Comme à la même époque son contemporain le roi des pictes Nechtan, Selbach, lassé de cette vie de combats, abdique en 723  en faveur de son fils aîné Dúngal mac Selbaich et entre au monastère.
Quatre ans après, Selbach doit quitter sa retraite pour participer  à la bataille de Irros Foichnae (Ross Feochan près du Loch Awe en Argyll) en 727 lorsque son fils Dungal tente en vain de reprendre son trône à Eochaid mac Echdach. Selbach meurt en 730, sans doute dans son couvent.

### Postérité
Outre Dúngal mac Selbaich laisse également un second fils nommé Feradach mac Selbaich qui sera capturé avec son aîné en 736 par Oengus mac Fergus le roi des pictes
W. A. Cummins  estime que « Uuredech ou Wredech » le père du roi picte Ciniod mac Uuredech n’est autre que ce  « Feradach », fils de Selbach mac Ferchair, capturé par Oengus Ier  et qui aurait épousé une parente de son vainqueur

### Notoriété posthume
Bien que Selbach mac Ferchair ait été un roi des Scots de  Dal Riata particulièrement actif et qu'il ait exercé une hégémonie régionale durable, le Duan Albanach, sans doute favorable au Cenél nGabrain et contrairement aux Synchronismes de Flann Mainistreach, ne mentionne pas son règne qui fait pourtant l'objet de nombreuses entrées dans les annales irlandaises.
Selbach apparaît avec une filiation et une datation erronée sous le nom de « Solvathius » parmi les rois légendaires d'Écosse